# Липовка (Воротынский район)
Липовка  — деревня в Воротынском районе Нижегородской области, в составе Красногорского сельсовета.

## Географическое положение
Деревня Липовка расположена в 2 км к югу от федеральной трассы «Волга» и в 17 км к западу от районного центра Воротынец.

## Ссылка
- История деревни фото и видео. Проект Старинные деревни и села Нижегородской области.